# (803) Picka
(803) Picka ist ein Asteroid des Hauptgürtels, der am 21. März 1915 vom österreichischen Astronomen Johann Palisa in Wien entdeckt wurde.
Der Asteroid wurde nach dem tschechischen Physiker Friedrich Pick benannt.